# Liste der Biografien/Berc
Liste der Biografien |
Portal Biografien |
Personensuche
# |
A |
B |
C |
D |
E |
F |
G |
H |
I |
J |
K |
L |
M |
N |
O |
P |
Q |
R |
S |
T |
U |
V |
W |
X |
Y |
Z |
?
 
Ba |
Be |
Bd |
Bg |
Bh |
Bi |
Bj |
Bl |
Bm |
Bn |
Bo |
Br |
Bs |
Bu |
Bw |
By |
Bz
 
Bea–Beb |
Bec |
Bed |
Bee |
Bef |
Beg |
Beh |
Bei |
Bej |
Bek |
Bel |
Bem |
Ben |
Beo |
Bep |
Beq |
Ber |
Bes |
Bet |
Beu |
Bev |
Bew |
Bex |
Bey |
Bez
 
Bera |
Berb |
Berc |
Berd |
Bere |
Berf |
Berg |
Berh |
Beri |
Berj |
Berk |
Berl |
Berm |
Bern |
Bero |
Berq |
Berr |
Bers |
Bert |
Beru |
Berv |
Berw |
Berx |
Bery |
Berz
Die Liste der Biografien führt alle Personen auf, die in der deutschsprachigen Wikipedia einen Artikel haben. Dieses ist eine Teilliste mit 132 Einträgen von Personen, deren Namen mit den Buchstaben „Berc“ beginnt.

## Berc

### Berca
- Bercaw, John E. (* 1944), US-amerikanischer Chemiker

### Berce
- Bercea, Virgil (* 1957), rumänischer Priester, Bischof von Großwardein
- Berceanu, Gheorghe (1949–2022), rumänischer Ringer
- Berceanu, Radu (* 1953), rumänischer Ingenieur und Politiker
- Bercellino, Giancarlo (* 1941), italienischer Fußballspieler

### Berch
- Berchar, fränkischer Hausmeier in Neustrien
- Berchelt, Miguel (* 1991), mexikanischer Boxer im Superfedergewicht
- Berchem, Denis van (1908–1994), Schweizer Althistoriker
- Berchem, Egon von (1876–1946), deutscher Verlagsbuchhändler, Heraldiker und Sphragistiker
- Berchem, Georg von (1639–1701), Geheimer Rat unter dem Kurfürsten Friedrich III. von Brandenburg
- Berchem, Jacob Berthout van (1736–1794), niederländischer Kaufmann und Sklavenhändler
- Berchem, Joachim († 1648), deutscher Schöffe und Bürgermeister der Freien Reichsstadt Aachen
- Berchem, Joseph (* 1906), luxemburgischer Fußballspieler
- Berchem, Max van (1863–1921), Schweizer Orientalist, Spezialist in islamischer Archäologie und Epigraphik
- Berchem, Maximilian Franz Joseph von (1702–1777), bayerischer Staatsmann
- Berchem, Maximilian von (1841–1910), deutscher Diplomat und Ministerialbeamter
- Berchem, Nicolaes Pietersz. (1620–1683), niederländischer Maler, Zeichner und Graphiker
- Berchem, Peter (1866–1922), deutscher Lehrer und Kölner Mundartdichter
- Berchem, Theodor (* 1935), deutscher Wissenschaftler, Universitätspräsident
- Berchem-Haimhausen, Hans Ernst von (1823–1896), deutsch-österreichischer Großgrundbesitzer
- Bercheny, Ladislas (1689–1778), ungarisch-französischer Adliger (Graf von Bercsényi) und Militär
- Berchère, Narcisse (1819–1891), französischer Maler des Orientalismus und Kupferstecher
- Berchet, Giovanni (1783–1851), italienischer Romantiker
- Berchiche, Yuri (* 1990), spanischer FußballspielerYuri Berchiche (* 1990)

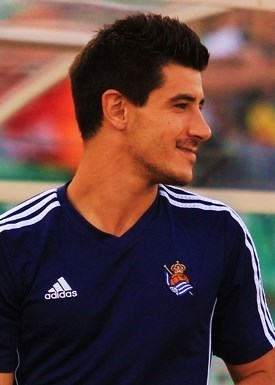
Yuri Berchiche (* 1990)

- Berchmans, Émile (1867–1947), belgischer Maler, Illustrator und Plakatkünstler
- Berchmans, Jan (1599–1621), Jesuit, Heiliger
- Berchorius, Petrus († 1362), französischer Autor moralischer und enzyklopädischer Werke
- Bercht, Adolf Heinrich (1875–1940), österreichischer Politiker
- Bercht, August (1790–1861), deutscher Publizist
- Bercht, Julius (1811–1877), deutscher Theaterschauspieler, Opernsänger (Bariton) und Lyriker
- Bercht, Ottilie (1856–1913), deutsche Schriftstellerin und Sängerin
- Berchtenbreiter, Hans (1929–2011), deutscher Gold- und Silberschmied
- Berchter, Egon (1928–2022), deutscher Funktionär im Wohlfahrtwesen insbesondere im Bereich der Hilfen und Förderungen von Menschen mit geistiger Behinderung
- Berchtold von Falkenstein († 1272), Abt
- Berchtold von Kremsmünster, deutscher Mönch und Historiker
- Berchtold, Alfred (1925–2019), Schweizer Historiker
- Berchtold, Andreas (1924–2015), österreichischer Politiker (ÖVP), Landtagsabgeordneter in Vorarlberg
- Berchtold, Conny, Schweizer Marathonläuferin
- Berchtold, Dietmar (* 1974), österreichischer Fußballspieler, -trainer und -funktionär
- Berchtold, Edwin (1892–1977), Schweizer Geodät
- Berchtold, Friedrich (1834–1883), Schweizer Politiker (liberal)
- Berchtold, Friedrich von (1781–1876), österreichischer Arzt und Botaniker
- Berchtold, Gerold (1920–2015), Schweizer Skirennfahrer
- Berchtold, Heinrich (1844–1907), Schweizer Unternehmer und Politiker
- Berchtold, Hermann (* 1899), deutscher SA-Führer
- Berchtold, Hubert (1922–1983), österreichischer Maler und Graphiker
- Berchtold, Hubert (* 1950), österreichischer Skirennläufer
- Berchtold, Jacques (* 1959), Schweizer Literaturwissenschaftler
- Berchtold, Jean Nicolas Elisabeth (1789–1860), Schweizer Politiker und Staatskanzler des Kantons Freiburg
- Berchtold, Josef (1833–1894), deutscher Jurist, Universitätsprofessor, Rektor der Ludwig-Maximilians-Universität München und Vertreter des Altkatholizismus
- Berchtold, Josef (* 1953), deutscher Jurist
- Berchtold, Josef Anton (1780–1859), schweizerischer römisch-katholischer Geistlicher und Geodät
- Berchtold, Joseph (1897–1962), deutscher Politiker (NSDAP), MdR, erster „Reichsführer SS“
- Berchtold, Karl (1869–1942), deutscher Jurist
- Berchtold, Klaus (1939–2013), österreichischer Rechtswissenschaftler
- Berchtold, Leopold (1863–1942), österreichisch-ungarischer Außenminister beim Beginn des Ersten WeltkriegsLeopold Berchtold (1863–1942)

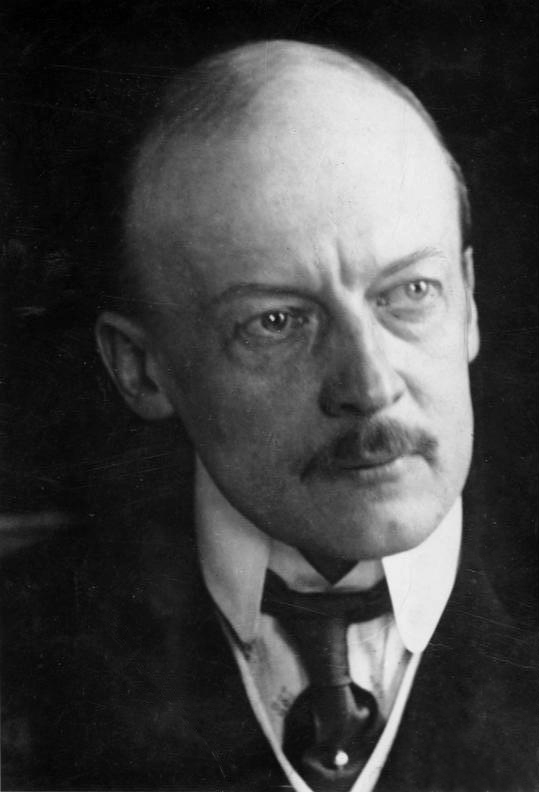
Leopold Berchtold (1863–1942)

- Berchtold, Manuela (* 1977), australische Freestyle-Skisportlerin
- Berchtold, Max (1916–1995), Schweizer Maschinenbauingenieur
- Berchtold, Nicole (* 1978), Schweizer Radio- und Fernsehjournalistin und Moderatorin
- Berchtold, Roger (* 1989), Schweizer Unihockeyspieler
- Berchtold, Ulrich (1729–1794), Stiftsbibliothekar des Klosters St. Gallen
- Berchtold, Walter (1906–1986), Schweizer Manager und Luftfahrtpionier
- Berchtold, Wilfried (* 1954), österreichischer Politiker (ÖVP)
- Berchtold, Wolfgang (* 1955), österreichischer Germanist und Heimatforscher
- Berchtold-Ostermann, Eleonore (* 1947), österreichische Juristin, Richterin am Verfassungsgerichtshof

### Berck
- Berck, Agnes (1933–2009), niederländische bildende Künstlerin
- Berck, Hermann (1740–1816), Bremer Kaufmann und Senator
- Berck, Paul (1912–1933), deutscher Bäcker, SS-Mann und Blutzeuge der NS-Bewegung im Gau Halle-Merseburg
- Berck, Theodor (1784–1850), Bremer Jurist und Senator
- Berck, Tideman († 1521), Lübecker Bürgermeister
- Berckau, Henning von, Lehnträger und Diener der Grafen Heinrich zu Stolberg
- Berckefeldt, Alexander von (1830–1909), preußischer Offizier und Bürgermeister
- Berckefeldt, Carl Edmund von (1830–1899), hannoverscher Hauptmann, preußischer Major und zuletzt Bürgermeister von Springe
- Berckel, Nol van (1890–1973), niederländischer Fußballspieler
- Berckelmann, Heinrich Lorenz (1614–1661), deutscher Pastor
- Berckelmann, Theodor (1576–1645), deutscher evangelischer Theologe und lateinischer Dichter
- Berckemeyer, Ernst Philipp (1808–1879), deutscher Gutsbesitzer und Politiker
- Berckemeyer, Hans (1873–1957), deutscher Industriejurist im Bergbau
- Berckemeyer, Hermann (1875–1950), deutscher Unternehmer
- Bercken, Arnold (1861–1935), deutscher Archivar und Jurist
- Bercken, August von (1795–1864), preußischer Generalmajor
- Bercken, Daria van den (* 1979), niederländische Pianistin
- Bercken, Erich von der (1885–1942), deutscher Kunsthistoriker
- Bercken, Fedor von (1837–1913), preußischer Generalleutnant
- Bercken, Rudolf von (1824–1898), preußischer General der Infanterie
- Bercken, Werner von (1897–1976), deutscher Generalleutnant im Zweiten Weltkrieg
- Bercker, Edmund (1936–2024), deutscher Philologe und Verleger
- Berckheim, Amélie de (1776–1855), erste weibliche elsässische Industrielle und Managerin
- Berckheim, Christian Friedrich Gustav von (1817–1889), badischer Politiker
- Berckheim, Egenolf von (1881–1915), deutscher U-Boot Kommandant, Kapitänleutnant
- Berckheim, Karl Christian von (1774–1849), badischer Politiker
- Berckheim, Ludwig Karl von (1726–1797), Landvogt von Rötteln
- Berckheim, Philipp Constantin von (1924–1984), badischer Bankier
- Berckheim, Philipp von (1883–1945), badischer Schlossbesitzer
- Berckheim, Siegmund Theodor von (1851–1927), badischer Diplomat
- Berckheim, Sigismond Frédéric de (1775–1819), französischer General
- Berckheim, Sigismond Guillaume de (1819–1884), General
- Berckhemer, Fritz (1890–1954), deutscher Paläontologe
- Berckhemer, Hans (1926–2014), deutscher Geophysiker
- Berckhemer, Susanne (* 1978), deutsche Schauspielerin
- Berckheyde, Gerrit Adriaenszoon († 1698), niederländischer Maler
- Berckheyde, Job Adriaenszoon, niederländischer Maler
- Berckholtz, Alexandra von (1821–1899), deutsche Malerin
- Berckholtz, Gabriel Leonhard von (1781–1863), baltischer Kaufmann
- Berckhusen, Anton von (1500–1581), Bürgermeister nach der Reformation in Hannover, Diakon und Autor
- Berckhusen, Eberhard von († 1564), Hofrat von Herzog Erich II., Verfasser einer genealogischen Schrift über hannoversche Patrizierfamilien
- Berckmann, Johann († 1560), deutscher Theologe und Chronist
- Berckmoes, Jenno (* 2001), belgischer Radrennfahrer
- Berckmüller, Joseph Karl (1800–1879), deutscher Architekt, großherzoglich badischer Baubeamter
- Berckmüller, Karl (1895–1961), deutscher Politiker (NSDAP) und leitender Gestapobeamter
- Berckringer, Daniel (1598–1667), deutscher Philosoph, Rhetoriker und Hochschullehrer

### Berco
- Bercot, Emmanuelle (* 1967), französische Schauspielerin, Drehbuchautorin und RegisseurinEmmanuelle Bercot (* 1967)

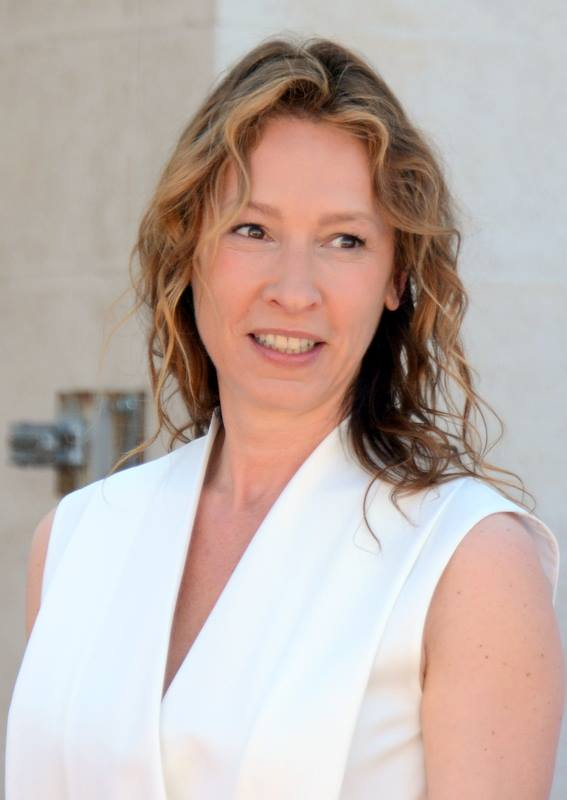
Emmanuelle Bercot (* 1967)

- Bercov, Morris (1904–1966), US-amerikanischer Jazz-Musiker
- Bercovici, David (* 1960), US-amerikanischer Geophysiker an der Yale University
- Bercovici, Eric (1933–2014), US-amerikanischer Fernsehproduzent und Drehbuchautor
- Bercovici, Israil (1921–1988), rumänischer jiddischer Theaterschriftsteller
- Bercovici, Luca (* 1957), US-amerikanischer Schauspieler und Regisseur
- Bercovici, Martin (1902–1971), rumänischer Elektroingenieur
- Bercovici-Erco, Moïse (1904–1944), rumänischer Kupferstecher und Maler
- Bercovitch, Pascale Noa (* 1967), französisch-israelische Fernsehjournalistin, Autorin und Sportlerin
- Bercow, John (* 1963), britischer Politiker, Mitglied des House of CommonsJohn Bercow (* 1963)

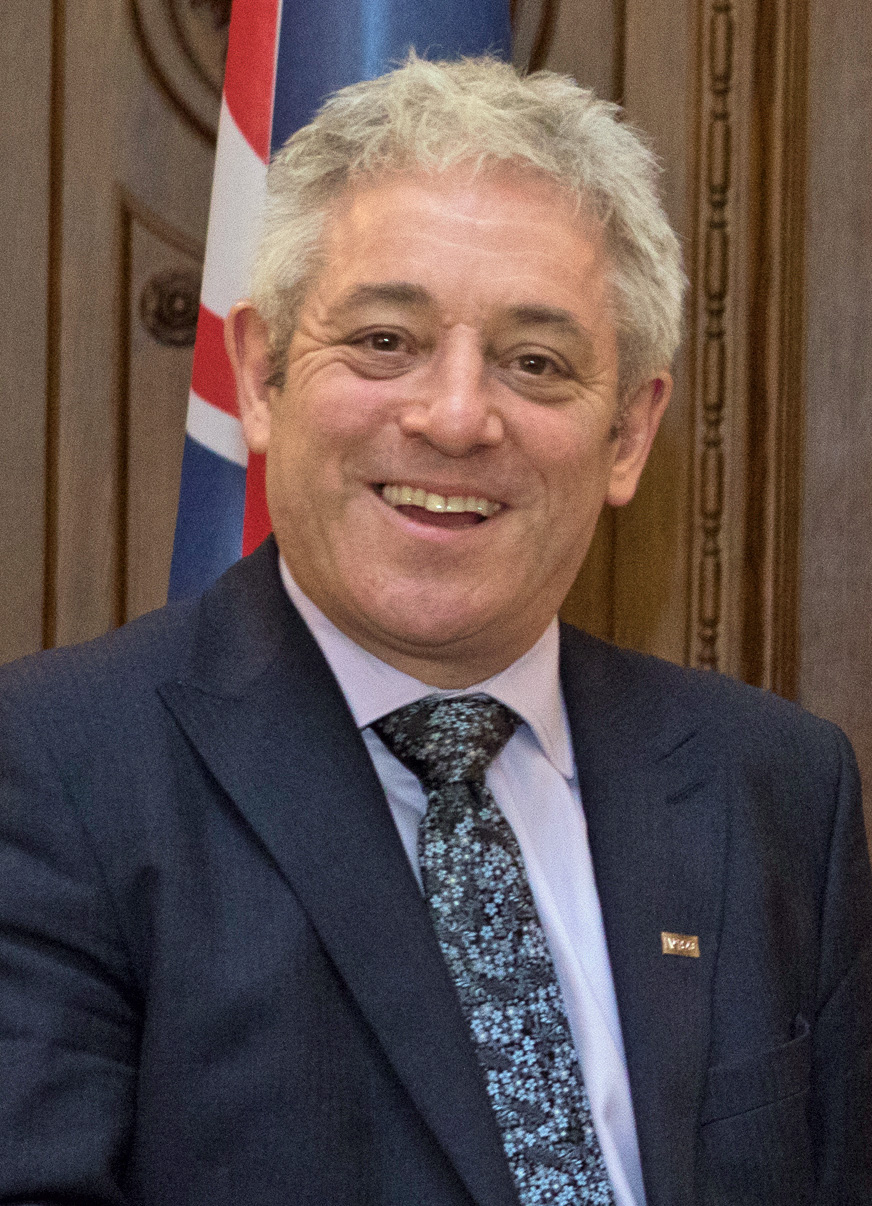
John Bercow (* 1963)

### Bercu
- Bercu, Alina (* 1990), rumänische Pianistin
- Bercu, Michaela (* 1967), israelisches Model

### Bercy
- Berčys, Salvijus (* 1989), litauischer Schachspieler

### Bercz
- Berczeller, László (1890–1955), ungarischer Soja-Pionier
- Berczeller, Richard (1902–1994), österreichischer Arzt, Autor und Filmschauspieler
- Berczelly, Tibor (1912–1990), ungarischer Fechter
- Bérczes, Dávid (* 1990), ungarischer Schachmeister
- Bérczesi, Róbert (* 1976), ungarischer Singer-Songwriter
- Bérczi, István (1945–2021), ungarischer Turner
- Berczik, Zoltán (1937–2011), ungarischer Tischtennisspieler
- Berczy, William (1744–1813), deutsch-kanadischer Pionier, Maler und Architekt